# Complexul de clădiri ale spitalului de boli infecțioase fondat de medicul Toma Ciorbă
Complexul de clădiri ale spitalului de boli infecțioase fondat de medicul Toma Ciorbă este un monument istoric și de arhitectură de însemnătate națională din orașul Chișinău. Este un stabiliment curativ care ocupă aproape în întregime un cartier urban. Arhitectura ansamblului de clădiri este în spirit modern, cu combinarea culorilor naturale ale materialelor de construcție – cărămida roșie și gresia – și cu elemente constructive specifice arhitecturii populare.

## Istoric
Uprava (administrația) municipală a oferit la începutul secolului al XX-lea un lot de pământ de 1.600 stânjeni pătrați pentru construcția unui „spital de contagioși”, pe teritoriul întregului cartierul mărginit de străzile Alexandru Lăpușneanu, Alexei Șciusev și bulevardul Ștefan cel Mare și Sfânt. Autorul proiectului  a fost arhitectul V. N. Țîganko, care a fost consultat de medicul Toma Ciorbă. Conform inscripției de pe stela comemorativă a medicului Toma Ciorbă⁠(d) din preajma spitalului, instalată în 1996 la centenarul spitalului, instituția a fost fondată în 1896.
În 1915, spitalul era descris ca având următoarele elemente:
- Apartamentul medicului T. Ciorbă – casă într-un parter cu 5 odăi și 12 ferestre
- Teatrul anatomic, într-un parter, cu 3 odăi și 4 ferestre
- Patru corpuri într-un nivel de casă cu 36 de saloane și 122 de ferestre
- Trei corpuri de casă în două etaje cu 49 de odăi și 10 ferestre
- Direcția, registratura și maternitatea
- Capela
- Farmacia, bucătăria, spălătoria, apartamentul provizorului, toate clădirile din piatră
- Corp de casă pentru depozite, cabinetul bacteriologic și saloanele bolnavilor

Imagini din curte
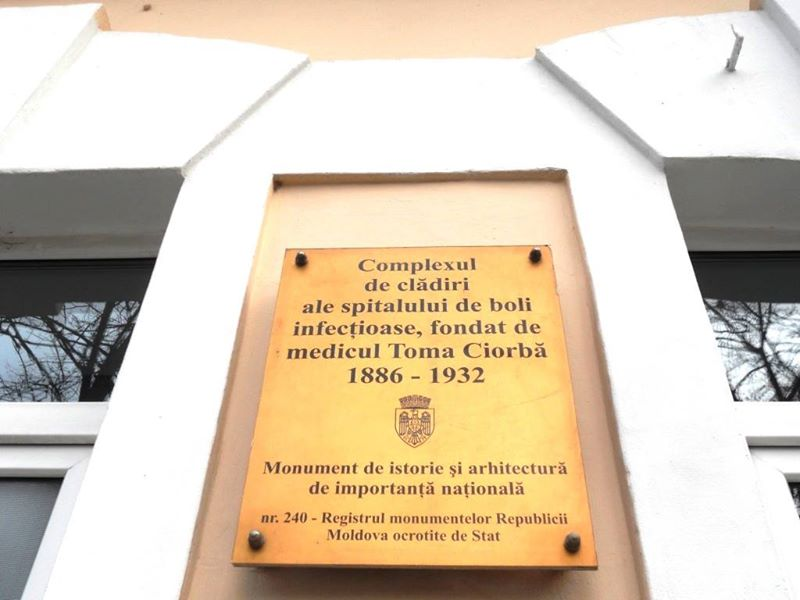
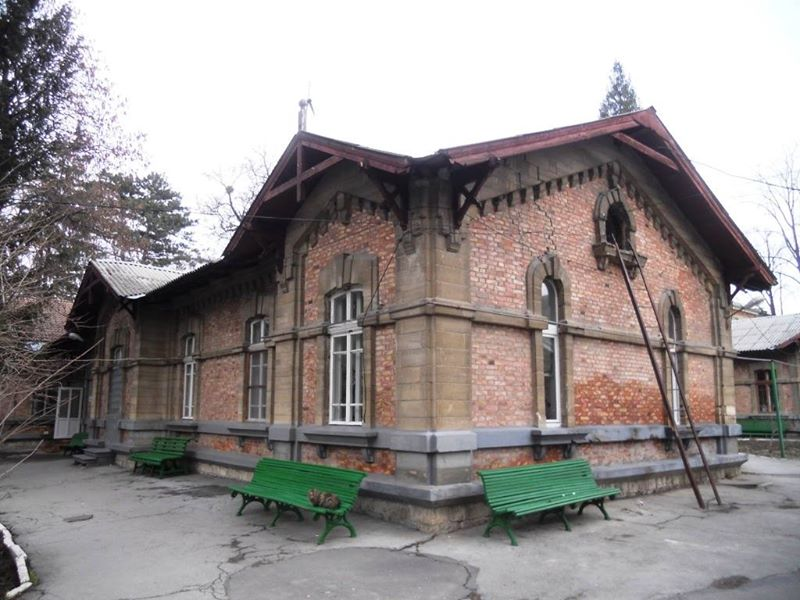
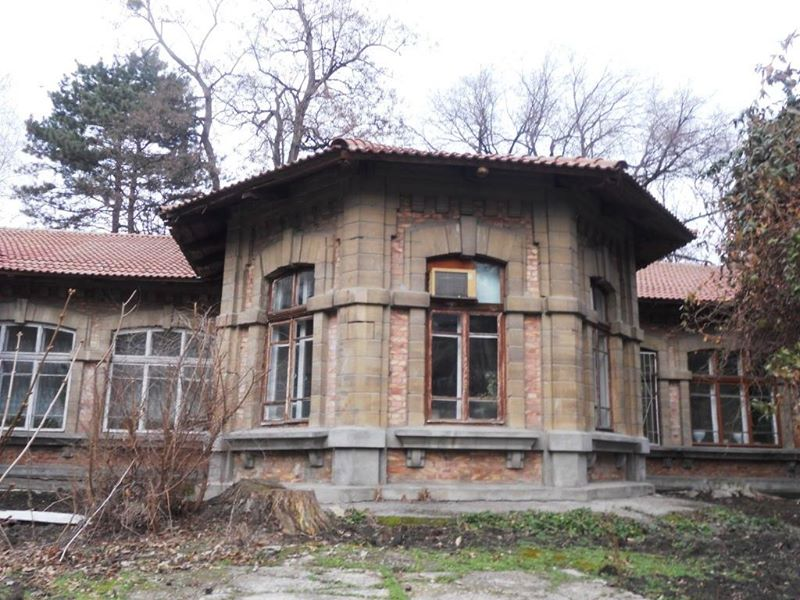
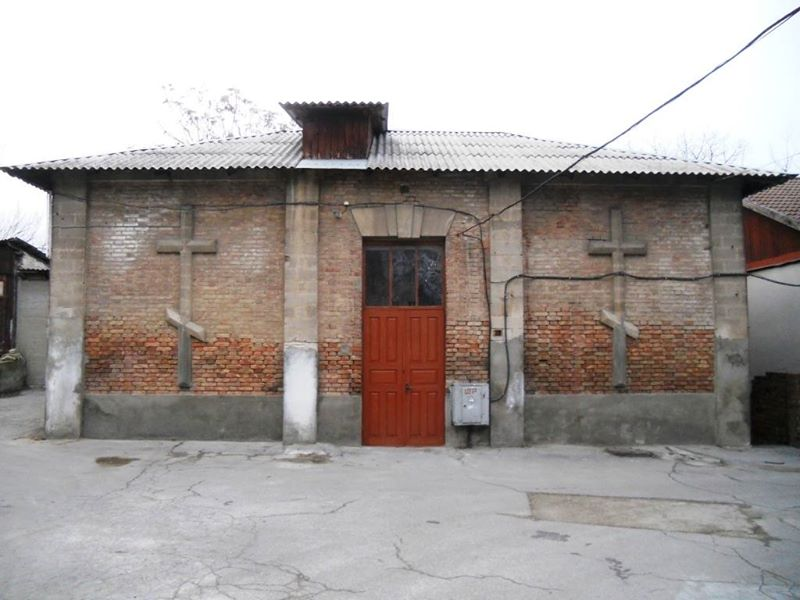
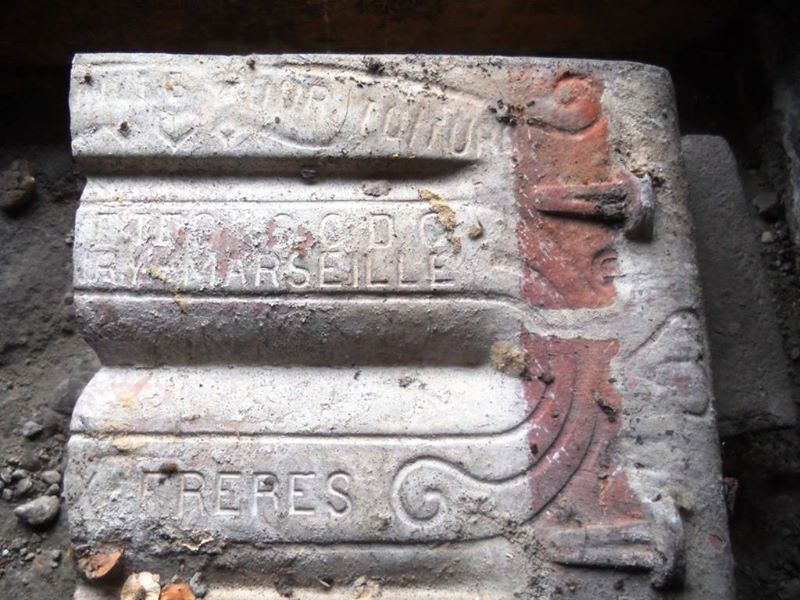